# پیونکی
پیونکی (به لهستانی:  Pionki) یک منطقهٔ مسکونی در لهستان است که در شهرستان رادوم واقع شده‌است. پیونکی ۱۸٫۳۴ کیلومتر مربع مساحت و ۱۹٬۷۸۸ نفر جمعیت دارد.